# Nuoto a corpo nudo

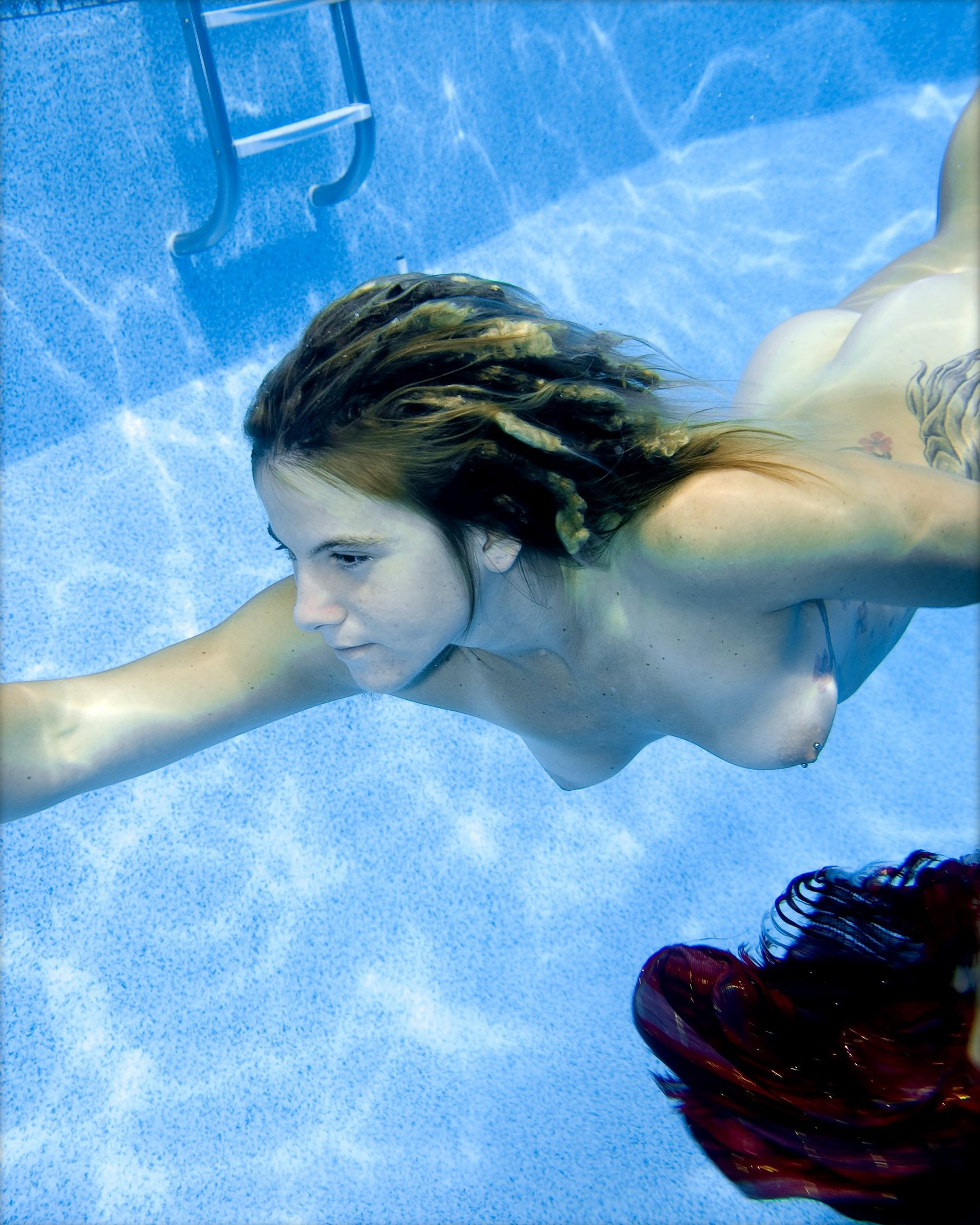
Ragazza che nuota nuda

Il nuoto a corpo nudo, praticato un tempo nei corsi d'acqua naturali all'aperto, è un'attività oggi permessa perlopiù in appositi spazi, come spiagge naturiste, piscine private e altre aree al chiuso.
Nella grande maggioranza dei casi i vari paesi non hanno leggi specifiche in materia di nudità nel nuoto; la materia è quindi regolata da convenzioni e pratica sociale. In alcune nazioni vengono invece fatti rigorosamente rispettare i divieti, soprattutto per motivi giuridico-religiosi, contro la nudità pubblica in generale.

## Storia

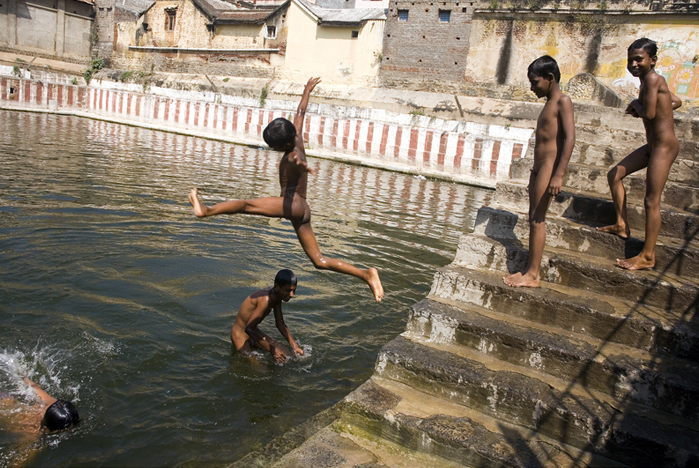
Bambini indiani nuotano nudi a Tirunavamalai

Sebbene praticata diffusamente sin dall'antichità, in epoca moderna la nudità nel nuoto viene istituita da Thomas Guidott per la prima volta nella città inglese di Bath nel 1668, a seguito del suo interesse nei riguardi delle proprietà curative delle acque minerali; nel 1676 scrisse anche un "discorso sulla balneazione nelle acque calde". Questo ha portato le proprietà salutari delle acque minerali calde all'attenzione della nobiltà, ma anche di uno stuolo di ciarlatani, e presto vennero creati appositi centri termali in cui si veniva immersi nelle acque curative completamente nudi.
Fino al 1670 il bagno nudo femminile nelle terme era la norma e solamente in seguito vennero imposte via via sempre più restrizioni; col passare del tempo le località e gli stabilimenti balneari hanno cercato d'imporre codici di abbigliamento (vedi costume da bagno), oltre ad una separazione basata sul sesso d'appartenenza. Ogni città inglese era libera di fare le sue propri leggi, nel 1737 una di esse vietava a qualsiasi persona, uomini o donne che fossero, di età superiore ai 10 anni di nuotare nudi a qualsiasi ora del giorno o della notte.
Nei primi anni trenta del XVIII secolo alla moda dei bagni di mare iniziali è seguita la tradizione sanitaria del bagno termale, in località come Scarborough e Witby, dotate di sorgenti naturali emerse dalle scogliere le quali consentivano tuffi in acqua dolce fredda.
Mentre la nudità nel nuoto maschile, sia in bagni di mare che in immersione, era solitamente praticata sia dai ragazzi che dagli uomini adulti, le donne e le ragazze venivano invece incoraggiate ad entrare in acqua ed immergersi indossando abiti larghi. Per gli appartenenti alle classi sociali più basse nuotare nudi nei fiumi era una comune attività svolta durante il tempo libero da bambini, ragazzi e giovanotti ancora per tutto il Settecento.

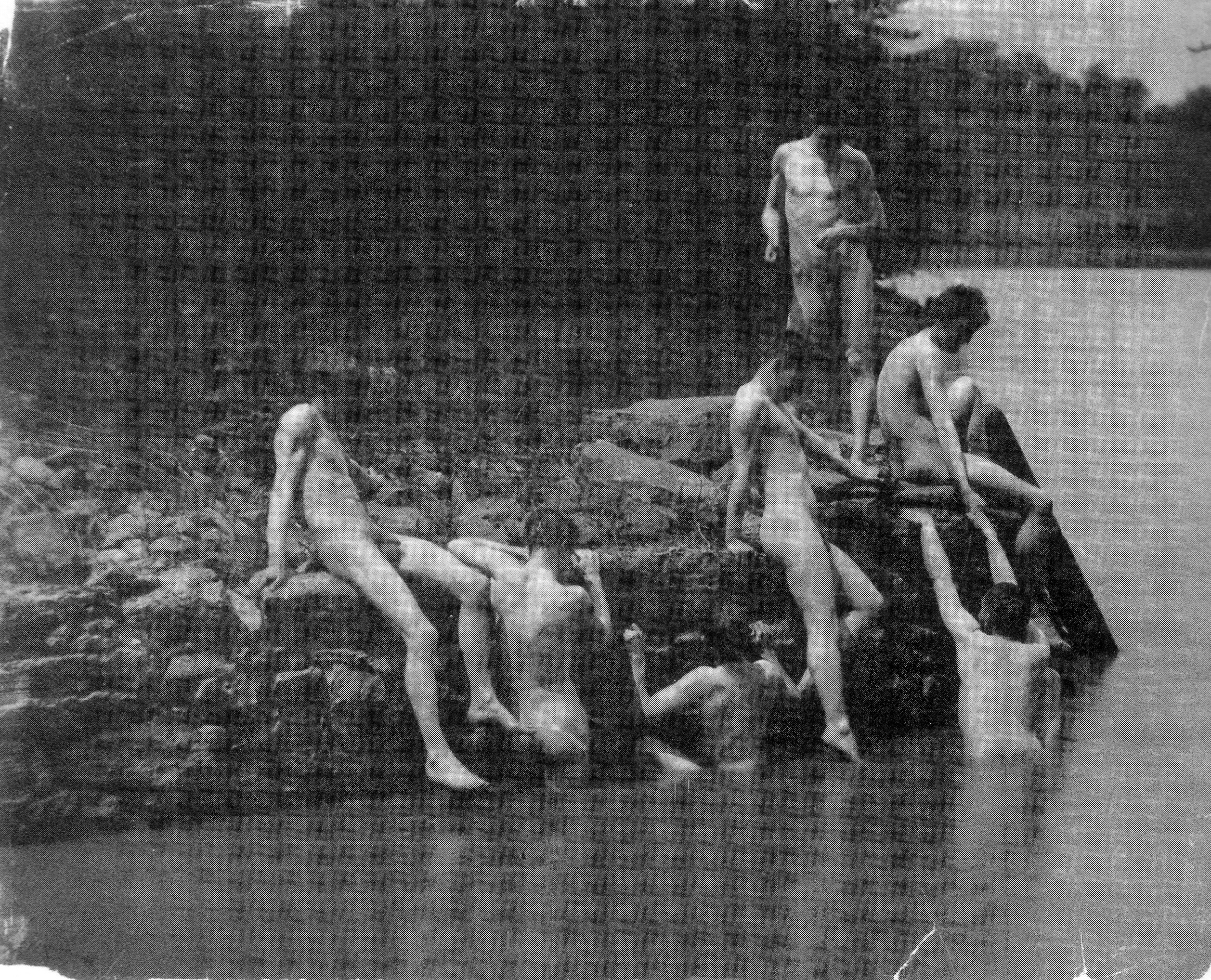
Ragazzi che fanno il bagno nudi (1883), foto di Thomas Eakins

### Periodo vittoriano
Ancora all'inizio dell'era vittoriana persone di entrambi i sessi facevano il bagno nudi per puro piacere, le classi signorili utilizzando macchinari di balneazione in località adibite all'uopo per i benefici derivanti alla salute; i ragazzi nuotavano nudi mentre le donne s'immergevano a parte tra di loro
L'aumento dell'influenza dell'evangelismo cristiano portò a riveder le modalità di balneazione mista, pressioni di ordine morale costrinsero alcuni consigli comunali per stabilire zone in cui poter praticare tranquillamente la nudità nel nuoto; su richiesta di varie chiese locali vennero approvate leggi in tal senso negli anni tra il 1860-75.
Tutta questa preoccupazione è stata per lo più un problema d'atteggiamento inglese, in Francia la nudità (discreta) nel nuoto per entrambi i sessi è rimasta accettabile ovunque lungo la costa, sulle rive dei fiumi e nei piccoli centri di campagna e montagna; mentre in Germania la disponibilità alla nudità nel nuoto era per lo più realizzata all'interno dei grandi parchi posizionati nel centro delle città, come il Giardino Inglese.

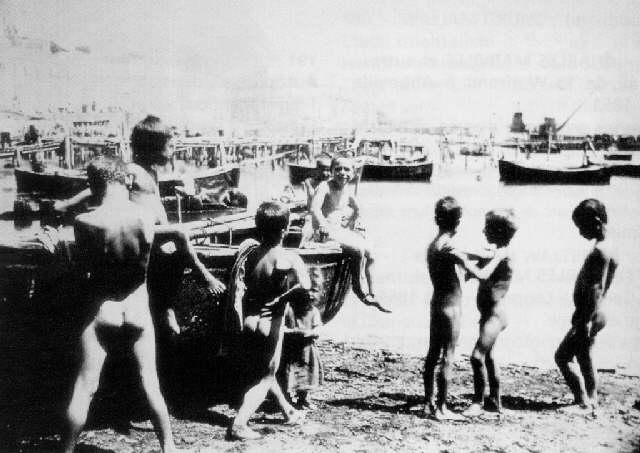
Bambini napoletani nudi in spiaggia (1870), foto di Robert Rive

In Italia il problema si poneva solo per gli occhi imbarazzati delle signorine, mentre ancora nel 1891 i turisti americani rimanevano sconcertati a vedere, in certe località balneari inglesi, i ragazzi fare il bagno e poi attraversare le spiagge tranquillamente nudi

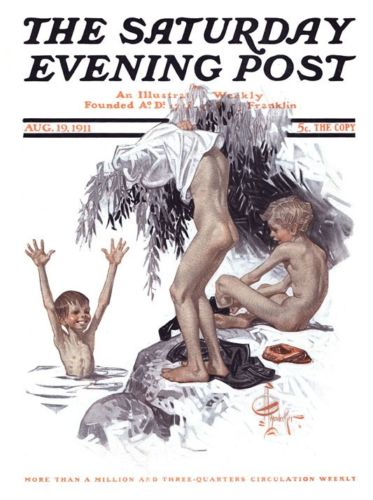
Copertina del Saturday Evening Post (illustrazione di J. C. Leyendecker)

### XX secolo
L'YMCA viene istituita con la missione di fornire un programma di sana educazione sportiva per i giovani ed è stata responsabile della fornitura di corsi di nuoto per un numero incalcolabile di bambini e adolescenti statunitensi, questo includeva anche il nuoto nelle piscine coperte; non era permesso indossar costumi da bagno ma si poteva dotarsi di un asciugamano. Solo a partire dai primi anni sessanta quando iniziarono ad essere ammesse anche le donne il costume divenne un requisito necessario per tutti. 
In alcune scuole inglesi private la nudità nel nuoto è stata di fatto obbligatoria fino al 1970, interrotta con l'ammissione delle prime ragazze. Questo è stato anche il caso di alcune scuole superiori statunitensi.

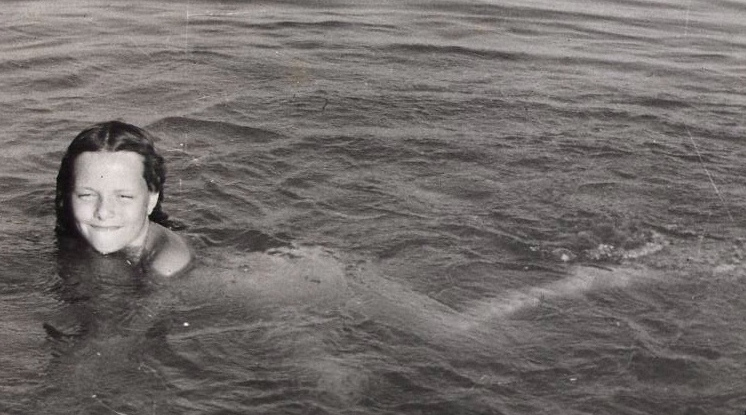
Ragazza nuota nuda in un lago, 1942

#### Movimento naturista
Fin dai primi anni del XX secolo il naturismo che si è sviluppato nei paesi occidentali propugna un ritorno alla nudità non sessuale, la nudità atletica e quindi anche la nudità nel nuoto e durante altre attività appropriate. In molti luoghi del mondo spiagge per nudisti sono state adibite per quelle persone che scelgono d'impegnarsi nelle normali attività di spiaggia rimanendo nudi.

## Cultura

### Nelle arti
La nudità nel nuoto è stato un tema comune sia dei pittori precedenti il XIX secolo, in ambientazioni bucoliche o d'impostazione mitologica o storica, sia di certa corrente rifacentesi al romanticismo; i pittori svedesi Georg Pauli e Anders Zorn hanno dipinto una serie di scene rappresentanti la nudità nel nuoto.

## Note

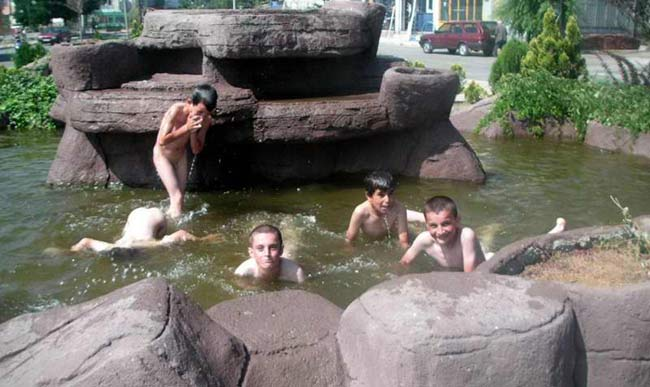
Ragazzi nuotano nudi in uno specchio d'acqua